# Roderick MacKinnon
Roderick MacKinnon (* 19. února 1956, Burlington) je americký profesor molekulární neurobiologie a biofyzik. V roce 2003 získal spolu s Peterem Agrem Nobelovu cenu za chemii za objevy týkající se iontových kanálů v buněčných membránách.